# UEFA EURO 2012予選・グループE
このページは、UEFA EURO 2012予選のグループEの結果をまとめたものである。このグループは、オランダ、スウェーデン、ハンガリー、フィンランド、モルドバ、サンマリノの6カ国からなる。
1位チームはそのままUEFA EURO 2012本大会出場が決まる。2位の9か国のうち成績が最も上位の国も予選を通過。残る2位の8か国が2か国ずつ4組に分かれホーム・アンド・アウェーでのプレーオフを行い、勝利した4か国が予選を通過した。

## 順位表
| チーム       | 試 | 勝 | 分 | 敗 | 得 | 失 | 差  | 点 |
| ------------ | -- | -- | -- | -- | -- | -- | --- | -- |
| オランダ     | 10 | 9  | 0  | 1  | 37 | 8  | +29 | 27 |
| スウェーデン | 10 | 8  | 0  | 2  | 31 | 11 | +20 | 24 |
| ハンガリー   | 10 | 6  | 1  | 3  | 22 | 14 | +8  | 19 |
| フィンランド | 10 | 3  | 1  | 6  | 16 | 16 | 0   | 10 |
| モルドバ     | 10 | 3  | 0  | 7  | 12 | 16 | −4  | 9  |
| サンマリノ   | 10 | 0  | 0  | 10 | 0  | 53 | −53 | 0  |

| チーム  | チーム       | AWAY         | AWAY             | AWAY           | AWAY             | AWAY         | AWAY           |
| チーム  | チーム       | オランダの旗 | スウェーデンの旗 | ハンガリーの旗 | フィンランドの旗 | モルドバの旗 | サンマリノの旗 |
| ------- | ------------ | ------------ | ---------------- | -------------- | ---------------- | ------------ | -------------- |
| H O M E | オランダ     | X            | 4-1              | 5-3            | 2-1              | 1-0          | 11-0           |
| H O M E | スウェーデン | 3-2          | X                | 2-0            | 5-0              | 2-1          | 6-0            |
| H O M E | ハンガリー   | 0-4          | 2-1              | X              | 0-0              | 2-1          | 8-0            |
| H O M E | フィンランド | 0-2          | 1-2              | 1-2            | X                | 4-1          | 8-0            |
| H O M E | モルドバ     | 0-1          | 1-4              | 0-2            | 2-0              | X            | 4-0            |
| H O M E | サンマリノ   | 0-5          | 0-5              | 0-3            | 0-1              | 0-2          | X              |

## 競技日程と結果
競技日程は、2010年2月17日にオランダ・アムステルダムで行われたミーティングによって決定された。

| 2010年9月3日 19:30 (UTC+3) |

| モルドバ                        | 2 - 0    | フィンランド |
| スヴォロフ 69分 · ドロシュ 74分 | レポート |              |

| スタディオヌル・ジンブル (キシナウ) 観客数: 10,300人 主審: ロベルト・マウェク |

| 2010年9月3日 20:00 (UTC+2) |

| スウェーデン                | 2 - 0    | ハンガリー |
| ヴェアンブローム 51分, 73分 | レポート |            |

| ロースンダ・スタディオン (ソルナ) 観客数: 32,304人 主審: マーティン・アトキンソン |

| 2010年9月3日 20:45 (UTC+2) |

| サンマリノ | 0 - 5    | オランダ                                                                         |
|            | レポート | カイト 16分 (pen.) · フンテラール 38分, 48分, 66分 · ファン・ニステルローイ 89分 |

| スタディオ・オリンピコ (セラヴァッレ) 観客数: 4,127人 主審: サイモン・リー・エヴァンス |

| 2010年9月7日 20:00 (UTC+2) |

| スウェーデン | 6 - 0    | サンマリノ |
| イブラヒモヴィッチ 7分, 77分 · D.シモンチーニ 12分 (o.g.) · A.シモンチーニ 26分 (o.g.) · グランクヴィスト 51分 · ベリ 90+3分 | レポート |            |

| スウェドバンク・スタディオン (マルメ) 観客数: 21,083人 主審: デイヴィッド・マッキーオン |

| 2010年9月7日 20:30 (UTC+2) |

| ハンガリー                  | 2 - 1    | モルドバ        |
| ルドルフ 50分 · コマン 66分 | レポート | スヴォロフ 79分 |

| スサ・フェレンツ・シュタディオン (ブダペスト) 観客数: 9,209人 主審: リボル・コヴァジーク |

| 2010年9月7日 20:30 (UTC+2) |

| オランダ                      | 2 - 1    | フィンランド    |
| フンテラール 7分, 16分 (pen.) | レポート | フォルセル 18分 |

| デ・クイプ (ロッテルダム) 観客数: 25,000人 主審: アレクセイ・ニコラエフ |

| 2010年10月8日 19:00 (UTC+2) |

| ハンガリー                                                                                           | 8 - 0    | サンマリノ |
| ルドルフ 11分, 25分 · サライ 18分, 27分, 48分 · コマン 60分 · ジュジャーク 89分 · ゲラ 90+4分 (pen.) | レポート |            |

| プシュカーシュ・フェレンツ・シュタディオン (ブダペスト) 観客数: 10,596人 主審: ハネス・カーシク |

| 2010年10月8日 21:30 (UTC+3) |

| モルドバ | 0 - 1    | オランダ          |
|          | レポート | フンテラール 37分 |

| スタディオヌル・ジンブル (キシナウ) 観客数: 10,500人 主審: フロリアン・マイヤー |

| 2010年10月12日 18:30 (UTC+3) |

| フィンランド    | 1 - 2    | ハンガリー                        |
| フォルセル 86分 | レポート | サライ 50分 · ジュジャーク 90+4分 |

| ヘルシンキ・オリンピックスタジアム (ヘルシンキ) 観客数: 18,532人 主審: アラン・ケリー |

| 2010年10月12日 20:30 (UTC+2) |

| オランダ                                       | 4 - 1    | スウェーデン          |
| フンテラール 4分, 55分 · アフェレイ 37分, 59分 | レポート | グランクヴィスト 69分 |

| アムステルダム・アレナ (アムステルダム) 観客数: 46,000人 主審: ステファヌ・ラノワ |

| 2010年10月12日 20:30 (UTC+2) |

| サンマリノ | 0 - 2    | モルドバ                             |
|            | レポート | ジョサン 20分 · ドロシュ 86分 (pen.) |

| スタディオ・オリンピコ (セラヴァッレ) 観客数: 714人 主審: マーク・コートニー |

| 2010年11月17日 18:30 (UTC+2) |

| フィンランド | 8 - 0    | サンマリノ |
| ヴァイリネン 39分 · ハマライネン 49分, 67分 · フォルセル 51分, 59分, 78分 · リトマネン 71分 (pen.) · ポロカラ 73分 | レポート |            |

| ヘルシンキ・オリンピックスタジアム (ヘルシンキ) 観客数: 8,192人 主審: ラデク・マチェジェク |

| 2011年3月25日 20:30 (UTC+1) |

| ハンガリー | 0 - 4    | オランダ                                                                           |
|            | レポート | ファン・デル・ファールト 8分 · アフェレイ 45分 · カイト 54分 · ファン・ペルシ 62分 |

| プシュカーシュ・フェレンツ・シュタディオン (ブダペスト) 観客数: 23,817人 主審: カルロス・ベラスコ・カルバージョ |

| 2011年3月29日 19:00 (UTC+2) |

| スウェーデン                      | 2 - 1    | モルドバ          |
| ルスティグ 30分 · ラーション 82分 | レポート | スヴォロフ 90+2分 |

| ロースンダ・スタディオン (ソルナ) 観客数: 25,544人 主審: クヌート・キルヒャー |

| 2011年3月29日 20:30 (UTC+2) |

| オランダ                                                                                | 5 - 3    | ハンガリー                      |
| ファン・ペルシ 13分 · スナイデル 61分 · ファン・ニステルローイ 73分 · カイト 78分, 81分 | レポート | ルドルフ 46分 · ゲラ 50分, 75分 |

| アムステルダム・アレナ (アムステルダム) 観客数: 51,700人 主審: スヴェイン・オッドヴァル・モーエン |

| 2011年6月3日 20:30 (UTC+2) |

| サンマリノ | 0 - 1    | フィンランド    |
|            | レポート | フォルセル 41分 |

| スタディオ・オリンピコ (セラヴァッレ) 観客数: 1,218人 主審: アンドレイ・シパイロ |

| 2011年6月3日 21:30 (UTC+3) |

| モルドバ      | 1 - 4    | スウェーデン                                                |
| ブガエフ 61分 | レポート | トイヴォネン 11分 · エルマンデル 30分, 58分 · ゲルント 88分 |

| スタディオヌル・ジンブル (キシナウ) 観客数: 10,500人 主審: アンドレ・マリナー |

| 2011年6月7日 20:00 (UTC+2) |

| スウェーデン                                                                | 5 - 0    | フィンランド |
| シェルストレーム 12分 · イブラヒモヴィッチ 31分, 35分, 53分 · バイラミ 84分 | レポート |              |

| ロースンダ・スタディオン (ソルナ) 観客数: 32,128人 主審: アントニー・ゴーティエ |

| 2011年6月7日 20:30 (UTC+2) |

| サンマリノ | 0 - 3    | ハンガリー                                  |
|            | レポート | リプターク 40分 · サビチ 49分 · コマン 83分 |

| スタディオ・オリンピコ (セラヴァッレ) 観客数: 1,915人 主審: パヴル・ラドヴァノヴィッチ |

| 2011年9月2日 18:30 (UTC+3) |

| フィンランド                                                              | 4 - 1    | モルドバ          |
| ハマライネン 11分, 43分 · フォルセル 52分 (pen.) · アルマシュ 71分 (o.g.) | レポート | アレクセエフ 85分 |

| ヘルシンキ・オリンピックスタジアム (ヘルシンキ) 観客数: 9,056人 主審: アナスタシオス・カコス |

| 2011年9月2日 19:45 (UTC+2) |

| ハンガリー                  | 2 - 1    | スウェーデン          |
| サビチ 44分 · ルドルフ 90分 | レポート | ヴィルヘルムソン 60分 |

| プシュカーシュ・フェレンツ・シュタディオン (ブダペスト) 観客数: 23,500人 主審: ダミル・スコミナ |

| 2011年9月2日 20:30 (UTC+2) |

| オランダ | 11 - 0   | サンマリノ |
| ファン・ペルシ 7分, 65分, 67分, 79分 · スナイデル 12分, 87分 · ハイティンハ 17分 · カイト 49分 · フンテラール 56分, 77分 · ワイナルドゥム 89分 | レポート |            |

| フィリップス・スタディオン (アイントホーフェン) 観客数: 35,000人 主審: リラン・リアニー |

| 2011年9月6日 20:00 (UTC+3) |

| フィンランド | 0 - 2    | オランダ                                  |
|              | レポート | ストロートマン 29分 · L.デ・ヨング 90+3分 |

| ヘルシンキ・オリンピックスタジアム (ヘルシンキ) 観客数: 21,580人 主審: マヌエル・グラフェ |

| 2011年9月6日 20:45 (UTC+3) |

| モルドバ | 0 - 2    | ハンガリー                         |
|          | レポート | ヴァンチャーク 7分 · ルドルフ 83分 |

| スタディオヌル・ジンブル (キシナウ) 観客数: 10,500人 主審: イヴァン・ベベク |

| 2011年9月6日 20:30 (UTC+2) |

| サンマリノ | 0 - 5    | スウェーデン                                                                            |
|            | レポート | シェルストレーム 64分 · ヴィルヘルムソン 70分, 90+3分 · M.オルソン 81分 · ヒーセン 89分 |

| スタディオ・オリンピコ (セラヴァッレ) 観客数: 2,946人 主審: スティーブン・マクリーン |

| 2011年10月7日 19:15 (UTC+3) |

| フィンランド    | 1 - 2    | スウェーデン                      |
| トイヴィオ 73分 | レポート | ラーション 8分 · M. オルソン 52分 |

| ヘルシンキ・オリンピックスタジアム (ヘルシンキ) 観客数: 23,257人 主審: マーク・クラッテンバーグ |

| 2011年10月7日 20:30 (UTC+2) |

| オランダ          | 1 - 0    | モルドバ |
| フンテラール 40分 | レポート |          |

| デ・クイプ (ロッテルダム) 観客数: 47,226人 主審: マテイ・ユグ |

| 2011年10月11日 20:00 (UTC+2) |

| ハンガリー | 0 - 0    | フィンランド |
|            | レポート |              |

| プシュカーシュ・フェレンツ・シュタディオン (ブダペスト) 観客数: 25,169人 主審: アルベルト・ウンディアーノ |

| 2011年10月11日 21:00 UTC+3 |

| モルドバ                                                                   | 4 - 0    | サンマリノ |
| ズメウ 30分 · バチョッキ 61分 (o.g.) · スヴォロフ 66分 · アンドロニク 87分 | レポート |            |

| スタディオヌル・ジンブル (キシナウ) 観客数: 6,534人 主審: ペトゥル・レイネルト |

| 2011年10月11日 20:15 UTC+2 |

| スウェーデン                                                       | 3 - 2    | オランダ                        |
| シェルストレーム 14分 · ラーション 52分 (pen.) · トイヴォネン 53分 | レポート | フンテラール 23分 · カイト 50分 |

| ロースンダ・スタディオン (ソルナ) 観客数: 33,066人 主審: ジュネット・チャクル |